# Mitsuhiro Seki
Mitsuhiro Seki (født 8. maj 1982) er en japansk fodboldspiller, som spiller for den japanske fodboldklub Fujieda MYFC.